# 태드 호리노
태드 호리노(Tad Horino, 1921년 8월 14일 ~ 2002년 10월 3일)는 미국의 배우, 텔레비전 배우이다.
시애틀에서 태어났으며 로스앤젤레스에서 사망하였다.

## 영화
- 퓨전 쿵푸 (2002년)
- 멀홀랜드 드라이브 (2001년) - 타카 역
- 어메이징 뮤턴트 (1993년) - 할아버지 역
- 잠수 특전대 (1990년)
- 호머와 에디 (1989년)
- 엘리미네이터 (1986년)
- 오, 굿! 북 2 (1980년) - 미스터 야마모토 역
- 낫츠 랜딩 (1979년)
- 대전장 (1978년)
- 호학쌍형 (1976년)
- 매쉬 - 시리즈 (1972년)
- 아이언 사이드 (1967년)